# 徐麟 (清朝)
徐麟（？—？），字灵昭，苏州人，清初戏曲音乐家。
生平不详。僅知其精音律，嘗論撰《九宮新譜》，與洪昇友好。曾为洪昇所作《长生殿》传奇“审音协律”。